# Sternsetenpilze
Sternsetenpilze (Asterostroma, auch Sternchenpilze genannt) sind eine Gattung verschiedener Arten holzzerstörender Pilze.

## Merkmale
Sternsetenpilze bilden dünne, flach anliegende Fruchtkörper aus, die sich bei den beiden in Europa vorkommenden Arten vor allem durch die Farbe unterscheiden. Beide besitzen in der Regel einen hellen Zuwachsrand, der beim Lachsfarbenen Sternsetenpilz im Gegensatz zum Ockerfarbenen oft unscharf begrenzt ist und in Stränge ausläuft.
Das Myzel ist von weißlich-gelber Farbe. Spezifisch und namensgebend sind die sternchenförmigen Setae (Auswüchse) der Hyphen, die nur im Mikroskop gesehen werden können.

## Ökologie
Nachgewiesen wurden Sternsetenpilze bisher in durchfeuchteten Dachkonstruktionen, Kellern, Wänden, Unterbodenräumen und verwahrlosten Gebäuden. Erste Gebäudenachweise stammen vom Anfang des 20. Jahrhunderts. Ihre Stränge überwachsen Mauerwerk und können es auch durchwachsen, um Fruchtkörper zu bilden und wahrscheinlich auch neues Holz zu besiedeln. Der Befall mit Sternsetenpilzen ist nicht so aggressiv wie der mit Echtem Hausschwamm, allerdings liegen nur wenige Daten vor.
Sicher scheint jedoch, dass die Sternsetenpilze eine sehr hohe Holz- und Mauerwerksfeuchtigkeit für ihr Wachstum benötigen – also satt nass. Die Sternsetenpilze verursachen eine intensive Weißfäule, so dass bei Fruchtkörper- oder Myzelfunden ein Holzschaden vorliegt, der eingegrenzt werden muss.

## Systematik
Weltweit sind bis zu 20 Arten bekannt. In Europa existieren zwei bis drei Arten, darunter befinden sich die folgenden Arten:
- Ockerfarbener Sternsetenpilz (Asterostroma cervicolor)
- Lachsfarbener Sternsetenpilz (Asterostroma laxum)